# Чемпионат СССР по лёгкой атлетике 1943
Чемпионат СССР по лёгкой атлетике 1943 года проходил с 5 по 9 сентября в Горьком на стадионе «Динамо». На старт вышло около 120 легкоатлетов. На протяжении пяти дней были разыграны 36 комплектов медалей (21 у мужчин и 15 у женщин).
Чемпионат носил личный характер, командное первенство не разыгрывалось.
В 1943 году в ходе Великой Отечественной войны наступил коренной перелом. После успеха в Сталинградской битве советские войска начали контрнаступление, существенно отодвинув линию фронта в сторону западной границы страны. В этих условиях стало возможным проведение очередного чемпионата СССР по лёгкой атлетике. Соревнования состоялись спустя 3 года после последнего розыгрыша; местом проведения стал город Горький — впервые в истории.
Военное время оказало серьёзное влияние на уровень показанных результатов. Большое количество легкоатлетов по-прежнему находилось на фронте либо в госпиталях, отчего на старт чемпионата вышло чуть более 100 человек. В беге на 400 метров с барьерами и метании молота у мужчин чемпионские звания оспаривали по 2 человека. В то же время, в программу чемпионата были дополнительно включены военно-прикладные дисциплины: метание связки гранат, полоса ГТО.
На турнире был побит один рекорд СССР: эстонец Йоханнес Коткас не встретил серьёзного сопротивления в секторе для метания молота — 53,88 м.
Ярким событием стала победа Марии Шамановой в беге на 100 метров. 35-летняя бегунья из Москвы завоевала первый титул чемпионки страны ещё в 1927 году, а победа в Горьком спустя 16 лет стала для неё 14-й в карьере (6 из них — в беге на 100 метров).
Нина Думбадзе вновь превысила официально зарегистрированный мировой рекорд в метании диска (48,31 м). Спортсменка из Тбилиси показала результат 48,77 м, но он не был ратифицирован, поскольку Советский Союз на тот момент не являлся членом ИААФ. При этом её собственный рекорд СССР был ещё выше — 49,54 м (1939).
Несмотря на трёхлетний перерыв, лидерство в своих видах вновь подтвердили Александр Пугачёвский (800 и 1500 метров), Иван Степанчонок (110 метров с барьерами), Николай Озолин (прыжок с шестом), Галина Ганекер (прыжок в высоту). Для Пугачёвского чемпионское звание на дистанции 1500 метров стало четвёртым подряд, на 800 метров — третьим подряд. 36-летний Николай Озолин показал лучший результат европейского сезона в прыжке с шестом — 4,15 м.
Москвичка Евдокия Васильева в августе 1943 года установила два рекорда страны в беге на 800 (2.12,0) и 1000 метров (2.56,9), причём первый из них существенно превосходил мировой рекорд (2.23,8). В Горьком она не обновила всесоюзные достижения, но более чем уверенно стала двукратной чемпионкой СССР (800, 1500 метров).

## Призёры

### Мужчины
| Дисциплина             | Золото                                                 | Золото           | Серебро                                         | Серебро           | Бронза                                                 | Бронза            |
| ---------------------- | ------------------------------------------------------ | ---------------- | ----------------------------------------------- | ----------------- | ------------------------------------------------------ | ----------------- |
| 100 м                  | Николай Каракулов Динамо Москва                        | 10,9             | Виктор Булыгин Динамо Москва                    | 11,0              | Пётр Головкин ЦДКА Москва                              | 11,1              |
| 200 м                  | Николай Каракулов Динамо Москва                        | 23,1             | Виктор Булыгин Динамо Москва                    | 23,5              | Александр Пугачёвский Москва                           | 23,7              |
| 400 м                  | Сергей Комаров Динамо Москва                           | 51,1             | Алексей Максимов Крылья Советов Москва          | 52,6              | Виктор Шелудяков Динамо Москва                         | 52,9              |
| 800 м                  | Александр Пугачёвский Динамо Москва                    | 1.55,3           | Сергей Комаров Динамо Москва                    | 1.55,5            | Алексей Максимов Крылья Советов Москва                 | 1.58,1            |
| 1500 м                 | Александр Пугачёвский Динамо Москва                    | 3.59,6           | Алексей Максимов Крылья Советов Москва          | 4.00,4            | Станислав Пржевальский Красная Армия Москва            | 4.00,8            |
| 5000 м                 | Феодосий Ванин ЦДКА Москва                             | 14.56,4          | Станислав Пржевальский Красная Армия Москва     | 15.01,6           | Алексеюс Шиманас Крылья Советов Литовская ССР, Москва  | 15.35,0           |
| 10 000 м               | Феодосий Ванин ЦДКА Москва                             | 30.43,0          | Алексей Тюленев Динамо Москва                   | 32.21,8           | Яков Пунько Красная Армия Москва                       | 32.30,0           |
| 3000 м с препятствиями | Пётр Степанов ЦДКА Москва                              | 9.34,8           | Павел Зверев Динамо Москва                      | 9.48,0            | Григорий Ермолаев Спартак Москва                       | 9.50,8            |
| 110 м с барьерами      | Иван Степанчонок Крылья Советов Москва                 | 15,5             | Иван Анисимов Красная Армия Украинская ССР Киев | 15,9              | Николай Митянин Спартак РСФСР Горький                  | 16,4              |
| 400 м с барьерами      | Николай Митянин Спартак РСФСР Горький                  | 57,8             | Виктор Шелудяков Динамо Москва                  | 58,1              | только 2 участника                                     |                   |
| Прыжок в высоту        | Сергей Афанасьев Красная Армия Ленинград               | 1,80 м           | Эдмунд Рохлин Красная Армия Ленинград           | 1,75 м            | А. Курников Красная Армия Москва                       | 1,75 м            |
| Прыжок с шестом        | Николай Озолин Динамо Москва                           | 4,15 м           | Сергей Березинский Динамо Москва                | 4,00 м            | Владимир Дьячков Крылья Советов Москва                 | 3,80 м            |
| Прыжок в длину         | Сергей Кузнецов ЦДКА Москва                            | 6,76 м           | Виктор Булыгин Динамо Москва                    | 6,56 м            | Дмитрий Ионов Красная Армия Ленинград                  | 6,56 м            |
| Тройной прыжок         | Райво Арми Калев Эстонская ССР Таллин                  | 13,74 м          | Борис Замбримборц Крылья Советов Куйбышев       | 13,45 м           | Григорий Крагинский Динамо РСФСР Горький               | 13,04 м           |
| Толкание ядра          | Виктор Тутевич Крылья Советов Москва                   | 13,67 м          | Дмитрий Горяинов Красная Армия Ленинград        | 13,63 м           | Йоханнес Коткас Динамо Эстонская ССР Таллин            | 13,48 м           |
| Метание диска          | Ааду Тармак Калев Эстонская ССР Таллин                 | 42,09 м          | Виктор Тутевич Крылья Советов Москва            | 38,98 м           | Николай Выставкин Красная Армия Украинская ССР Харьков | 37,65 м           |
| Метание молота         | Йоханнес Коткас Динамо Эстонская ССР Таллин            | 53,88 м NR       | Виктор Тутевич Крылья Советов Москва            | 37,86 м           | Николай Выставкин Красная Армия Украинская ССР Харьков | 37,69 м           |
| Метание копья          | Фридрих Иссак Динамо Эстонская ССР Таллин              | 62,30 м          | Александр Лохк Калев Эстонская ССР Таллин       | 47,95 м           | только 2 участника                                     |                   |
| Метание гранаты        | Дмитрий Жилкин Динамо Москва                           | 70,71 м          | Фридрих Иссак Динамо Эстонская ССР Таллин       | 68,12 м           | Виктор Алексеев Зенит Ленинград                        | 66,82 м           |
| Метание связки гранат  | Николай Выставкин Красная Армия Украинская ССР Харьков | 26,88 м          | Виктор Тутевич Крылья Советов Москва            | 25,68 м           | Пётр Ершов Красная Армия Москва                        | 25,53 м           |
| Десятиборье*           | Сергей Кузнецов ЦДКА Москва                            | 6371 очко (6125) | Константин Кудрявцев Динамо Москва              | 5779 очков (5581) | Евгений Исаков Красная Армия РСФСР Новосибирск         | 5513 очков (5386) |

* Для определения победителя в соревнованиях десятиборцев использовалась старая система начисления очков. Пересчёт с использованием современных таблиц перевода результатов в баллы приведён в скобках.

### Женщины
| Дисциплина            | Золото                                           | Золото     | Серебро                                             | Серебро   | Бронза                                                              | Бронза     |
| --------------------- | ------------------------------------------------ | ---------- | --------------------------------------------------- | --------- | ------------------------------------------------------------------- | ---------- |
| 100 м                 | Мария Шаманова Медик Москва                      | 12,6       | Клавдия Емельянова Динамо РСФСР Свердловск          | 12,6      | Евгения Сеченова Динамо Москва                                      | 12,8       |
| 200 м                 | Клавдия Емельянова Динамо РСФСР Свердловск       | 26,3       | Валентина Радзиковская Медик Москва                 | 26,6      | Наталья Петухова Спартак Москва                                     | 26,8       |
| 400 м                 | Валентина Радзиковская Медик Москва              | 59,9       | Евдокия Васильева Крылья Советов Москва             | 1.00,0    | Наталья Петухова Спартак Москва                                     | 1.01,5     |
| 800 м                 | Евдокия Васильева Крылья Советов Москва          | 2.18,1     | Валентина Радзиковская Медик Москва                 | 2.23,2    | Людмила Горностаева Трактор РСФСР Свердловск                        | 2.24,3     |
| 1500 м                | Евдокия Васильева Крылья Советов Москва          | 4.44,2     | Анна Тютюкова Красная Армия РСФСР Свердловск        | 4.46,8    | Людмила Горностаева Трактор РСФСР Свердловск                        | 4.49,8     |
| 80 м с барьерами      | Валентина Фокина Торпедо РСФСР Горький           | 11,8       | Мария Рогожина Крылья Советов Москва                | 11,8      | Галина Турова Крылья Советов Москва                                 | 11,9       |
| Прыжок в высоту       | Галина Ганекер Нефтяник Азербайджанская ССР Баку | 1,55 м     | Елена Войт Крылья Советов Москва                    | 1,50 м    | Варвара Папышева Динамо Москва Е. Степанова Трактор РСФСР Челябинск | 1,45 м     |
| Прыжок в длину        | Галина Турова Крылья Советов Москва              | 5,57 м     | Элла Мицис Динамо Москва                            | 5,21 м    | Евгения Сеченова Динамо Москва                                      | 5,13 м     |
| Толкание ядра         | Антонина Цимот Динамо РСФСР Омск                 | 12,24 м    | Раиса Близнецова Трактор РСФСР Свердловск           | 12,05 м   | Анна Андреева Динамо Москва                                         | 11,81 м    |
| Метание диска         | Нина Думбадзе Динамо Грузинская ССР Тбилиси      | 48,77 м    | Анна Степанова Спартак Москва                       | 40,48 м   | Клавдия Лаптева Буревестник Москва                                  | 39,95 м    |
| Метание копья         | Клавдия Лаптева Буревестник Москва               | 44,14 м    | Татьяна Карпова Медик РСФСР Иваново                 | 39,83 м   | Людмила Соломеина Учитель РСФСР Свердловск                          | 39,35 м    |
| Метание гранаты       | Татьяна Карпова Медик РСФСР Иваново              | 45,76 м    | Антонина Цимот Динамо РСФСР Омск                    | 45,29 м   | Таисия Маслина Динамо РСФСР Барнаул                                 | 43,07 м    |
| Метание связки гранат | Нина Думбадзе Динамо Грузинская ССР Тбилиси      | 25,58 м NR | Анна Андреева Динамо Москва                         | 23,20 м   | Антонина Цимот Динамо РСФСР Омск                                    | 20,24 м    |
| Пятиборье             | Клавдия Емельянова Динамо РСФСР Свердловск       | 3832 очка  | Элла Мицис Динамо Москва                            | 3302 очка | Анна Степанова Спартак Москва                                       | 2887 очков |
| Полоса ГТО 150 м      | М. Петрова Динамо Москва                         | 30,5 NR    | Екатерина Ильина Металлург Востока РСФСР Свердловск | 32,6      | Людмила Соломеина Учитель РСФСР Свердловск                          | 35,5       |